# Cimetière de Guards'
Le Cimetière de Guards' (Cimetière de la Guards Division de Combles ) est un cimetière militaire de la Première Guerre mondiale, situé sur le territoire de la commune de Combles, dans le département de la Somme, au nord-est d'Amiens.

## Localisation
Ce cimetière militaire est situé au sud-ouest du village,  rue André Briffeuil, juste après les dernières habitations. Il est implanté à une cinquantaine de mètres de la chaussée. On y accède par un petit sentier engazonné.

## Histoire
Le village de Combles est pénétré au petit matin du 26 septembre 1916, par des unités de la 56è (London) Division et de l'armée française. Il est resté aux mains des alliés jusqu'au 24 mars 1918, date à laquelle l'endroit a été repris par les Allemands jusqu'à sa libération définitive le 29 août 1918 par la 18è division.
Le cimetière des gardes a été commencé par la division des gardes en septembre 1916, et poursuivi par d'autres unités jusqu'en mars 1917, et dans une moindre mesure en mars, août et septembre 1918. Il contenait à l'armistice 100 tombes, dont 19 étaient celles de officiers et hommes des Foot Guards.
Il y a maintenant près de 186 victimes de la guerre 1914-18 commémorées sur ce site (182 Britanniques et 4 Canadiens) dont 15 sont non identifiés.

## Caractéristique
Ce cimetière a un plan rectangulaire de 50 m sur20.
Il est entouré d'un mur de moellons.

## Sépultures
| Pays        | Sépultures |
| ----------- | ---------- |
| Royaume-Uni | 182        |
| Canada      | 4          |
| Total       | 186        |

## Galerie

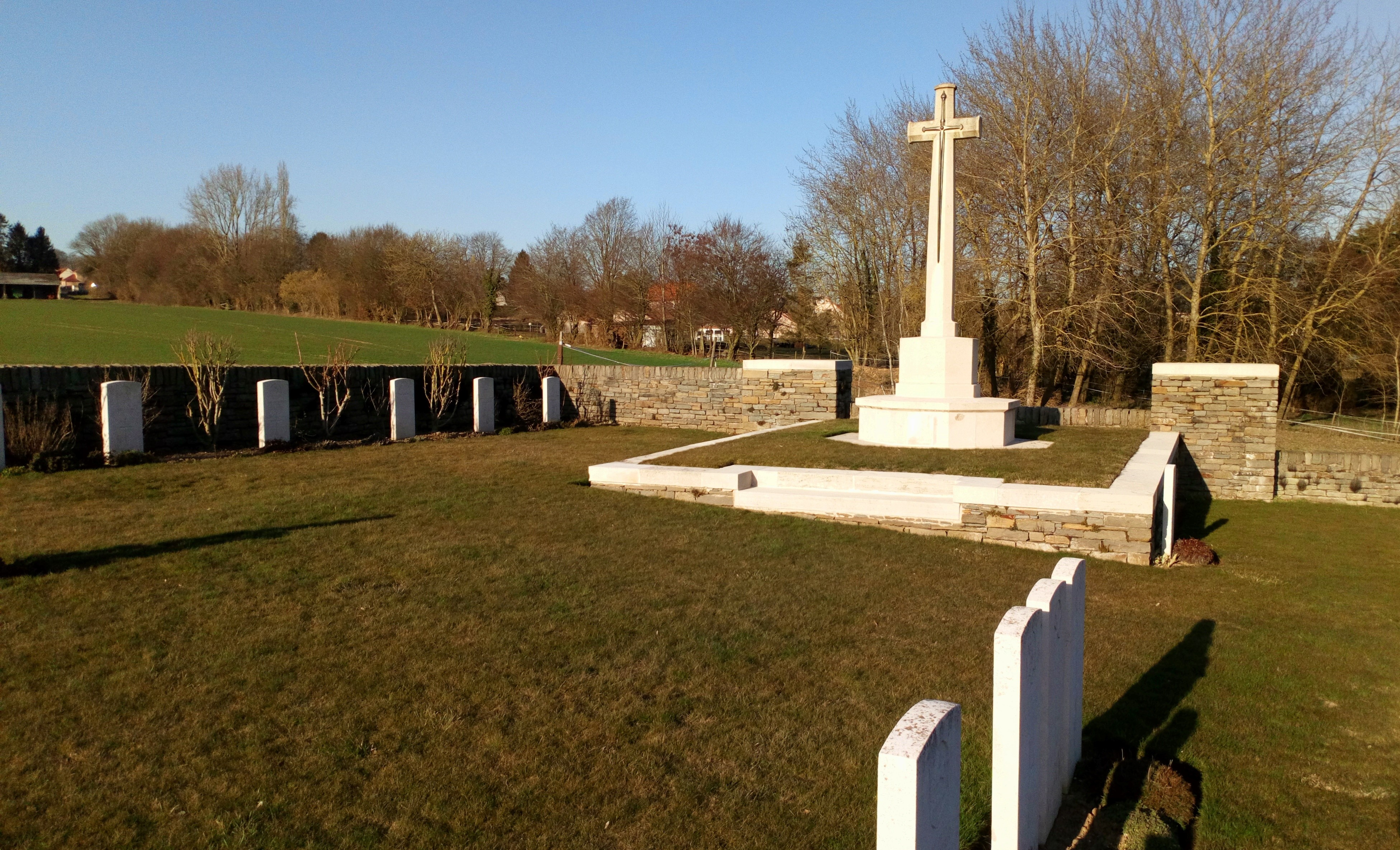
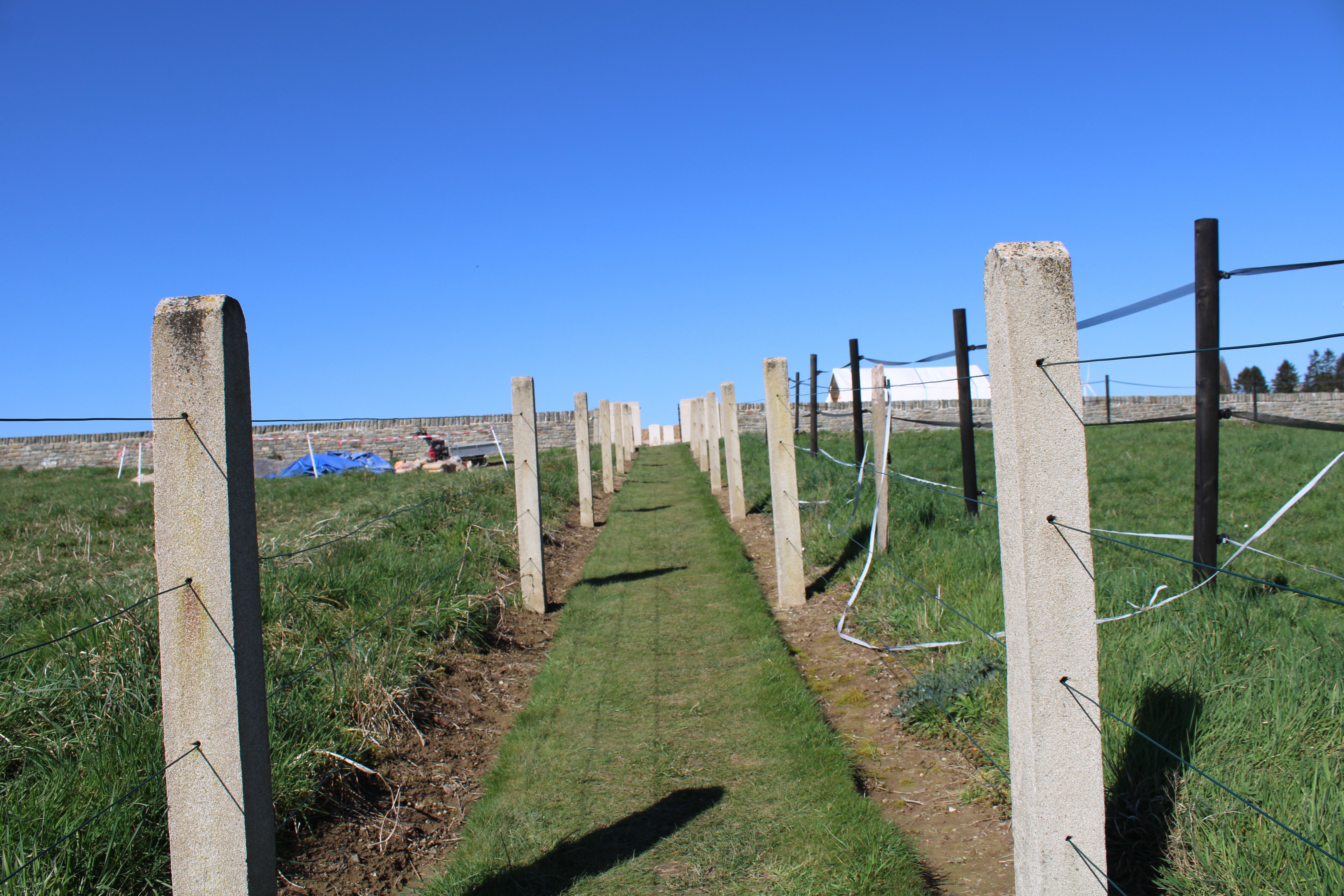
Sentier d'accès au cimetière.
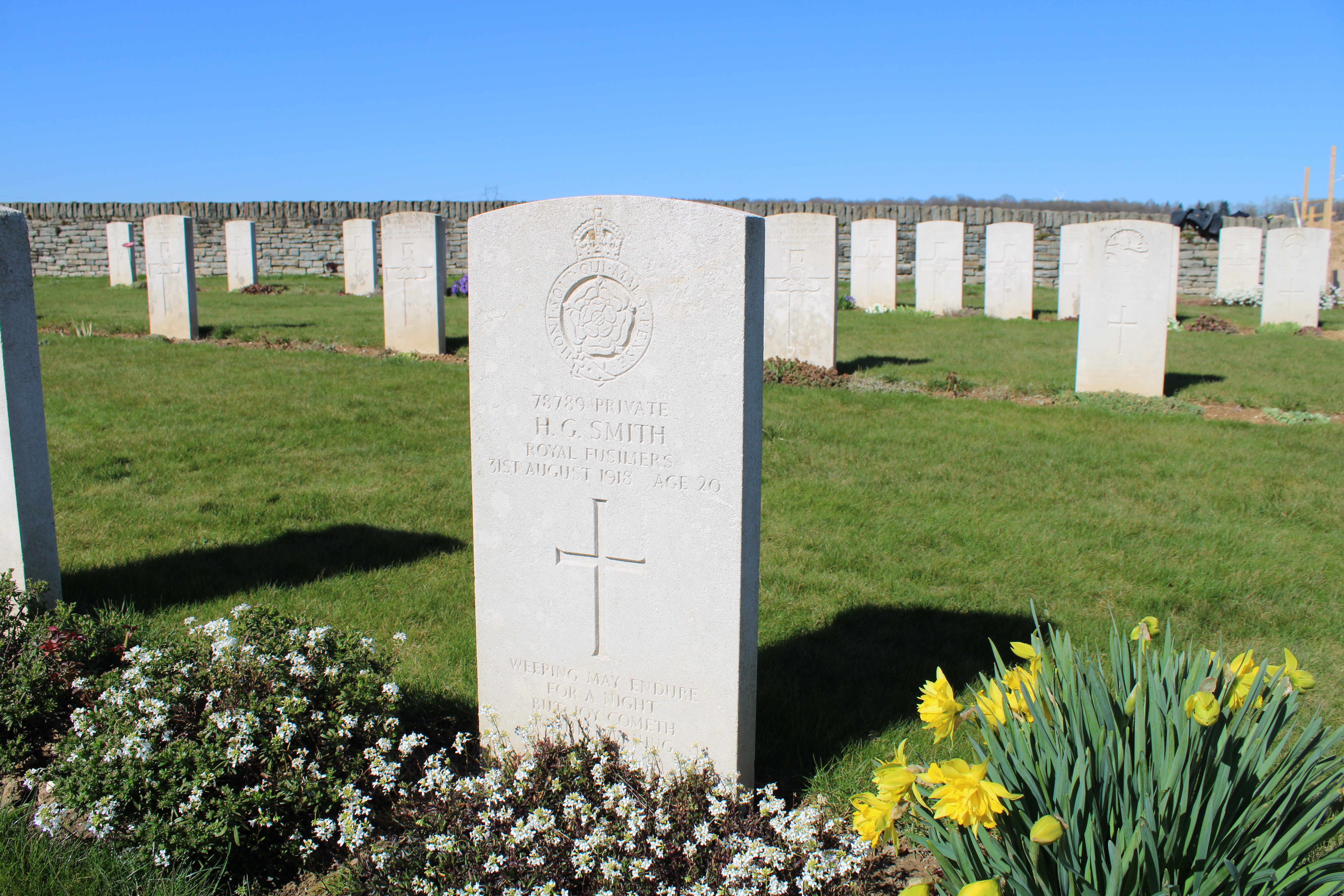
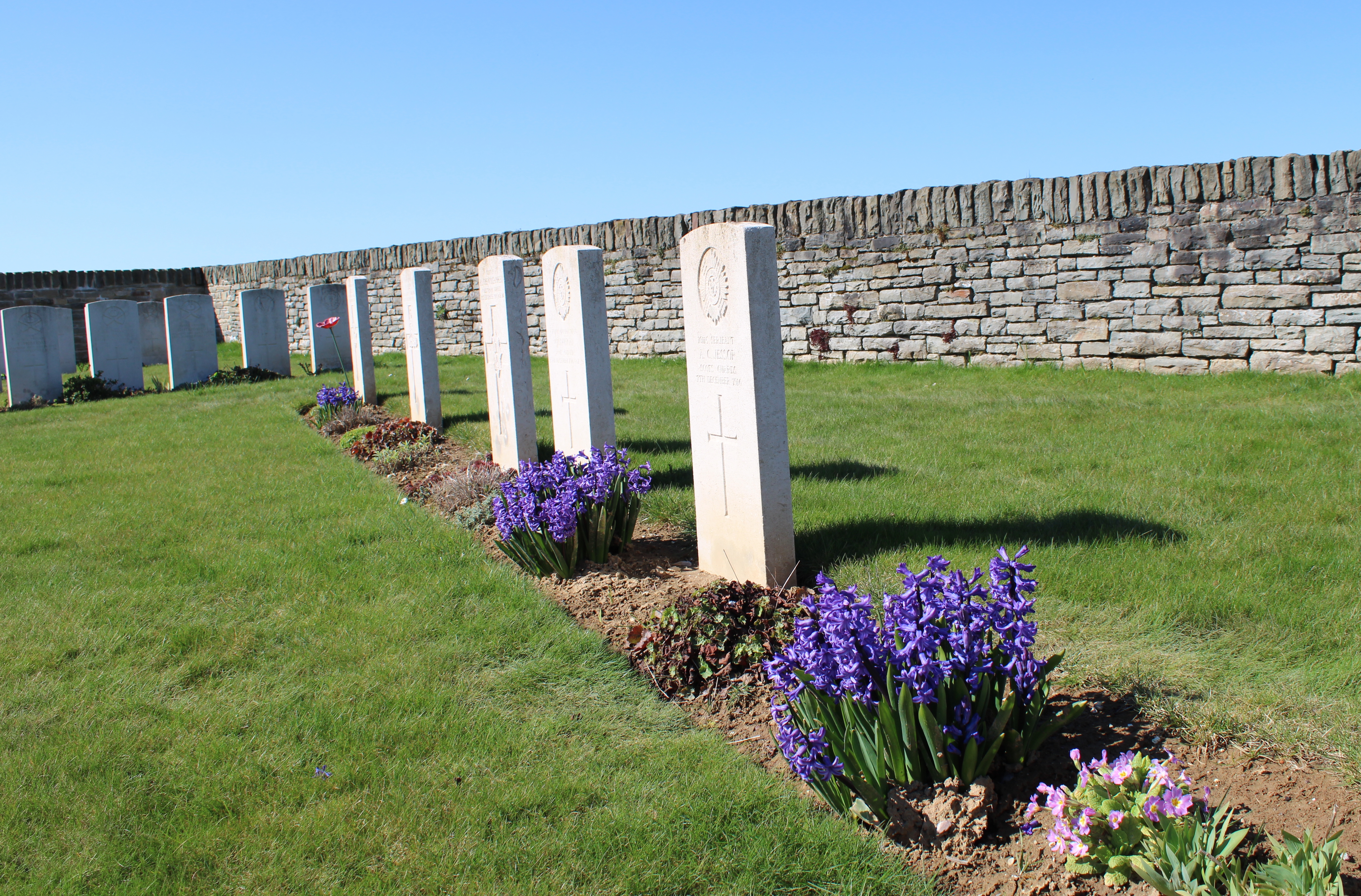
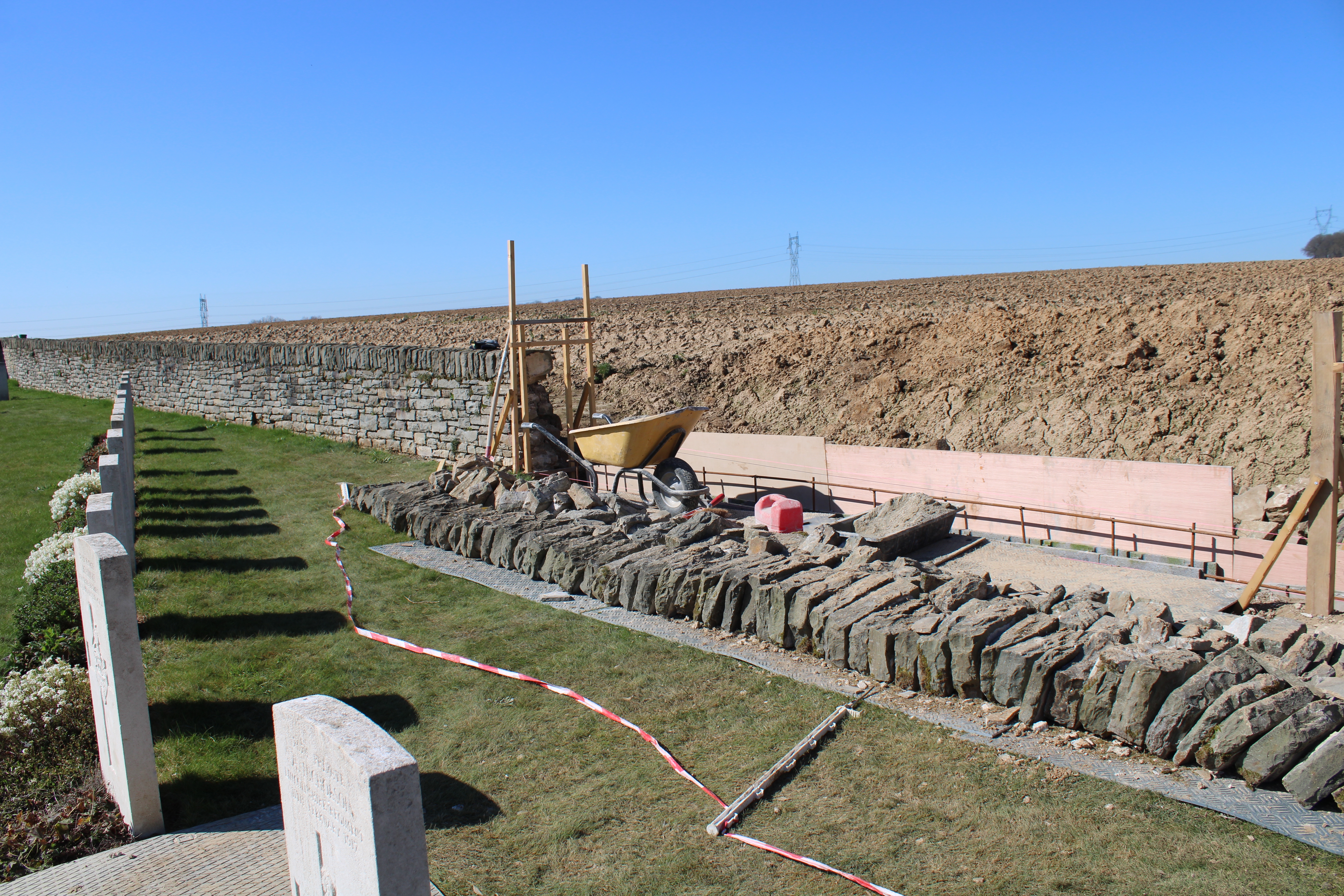
Reconstruction du mur en moellons en mars 2022.